# Самойлова, Конкордия Николаевна
Конко́рдия Никола́евна Само́йлова (урождённая Громова; 1876, Иркутск, — 2 июня 1921, Астрахань) — российский политик, революционерка, участница коммунистического движения, деятель женского пролетарского движения в России и РСФСР. Основательница журнала «Работница» и одна из организаторов Международного женского дня.

## Биография
Родилась в 1876 году в Иркутске в семье священника Николая Громова. В 1894 году окончила гимназию, а в 1896 году без разрешения родителей уехала в Петербург, где стала слушательницей Бестужевских высших женских курсов. С 1897 года стала участвовать в студенческом движении. В 1901 году была арестована, освобождена через три месяца. В связи с арестом была исключена с курсов за «политическую неблагонадёжность» и выслана из Санкт-Петербурга.
В 1902 году уехала в Париж и поступила в Русскую высшую школу общественных наук, где познакомилась с Владимиром Лениным, выступавшим с лекциями, и примкнула к «Искре». В 1903 году вернулась в Россию, где с целью отвлечения от себя подозрений остановилась в Твери в доме своей старшей сестры, жены смотрителя духовного училища; в это же время вошла в состав Тверского комитета РСДРП. Вскоре в связи с деятельностью провокатора была вынуждена переехать в Екатеринослав. Снова была арестована и 14 месяцев находилась в Тверской тюрьме в заключении, после чего была освобождена за неимением доказательств. В 1905—1907 годах постоянно меняла место проживания, не прекращая при этом политической деятельности; состояла в Одесском, Ростовском, Московском окружных и Луганском комитетах РСДРП. Была делегатом прошедшего весной 1907 года в Лондоне V съезда РСДРП, после чего некоторое время работала в Баку. В 1909—1910 годах — член Петербургского комитета РСДРП; в этот же период снова подверглась аресту и была заключена в Литовский замок, где пробыла почти год.
В 1907 году в Луганске познакомилась с революционным деятелем Аркадием Александровичем Самойловым (1877—1919). После освобождения в 1910 году Громова обвенчалась с Самойловым и взяла его фамилию.
В 1912 году заняла должность секретаря редакции газеты «Правда». В начале 1914 года сыграла ведущую роль в подготовке к печати первого номера журнала «Работница». Разрешение городских властей на публикацию оказалось провокацией, и практически вся редакторская коллегия, включая Самойлову, была арестована; тем не менее, журнал был выпущен 23 февраля (8 марта) того же года. Участвовать в выпуске последующих номеров «Работницы» возможности не имела в силу необходимости покинуть Петербург. 26 июня 1914 года издание было закрыто из-за преследования полицией; всего за это время было выпущено 7 номеров.
После Февральской революции 1917 года стала вести в Петрограде организационно-пропагандистскую работу. В мае Самойловой совместно с Надеждой Крупской, Александрой Коллонтай и Клавдией Николаевой был возобновлён выпуск журнала «Работница».
В 1919 году в Астрахани во время командировки умер Аркадий Самойлов. Конкордия тяжело переживала утрату любимого человека и уже не смогла полностью оправиться от неё.
В ноябре 1917 года руководила первой конференцией работниц, а в январе 1918 года стала одним из организаторов первого Всероссийского совещания работниц. Была разъездным инструктором ЦК РКП(б) по работе среди женщин, работала в газете «Правда» и журнале «Коммунистка». В 1919 году была членом Самарского губернского и городского комитетов РКП(б), позднее — заведующим отделом ЦК КП(б)У по работе среди женщин в Харькове; в том же году — делегат VIII съезда РКП(б). В 1920—1921 годах занимала должность заведующего политотделом агитационного парохода ВЦИК «Красная Звезда» на Волге.
2 июня 1921 года скончалась от холеры. Похоронена в Астрахани, рядом с могилой мужа.

## В кино
Конкордия Самойлова — одна из героинь фильма «Первый курьер», рассказывающего о нелегальной перевозке газеты «Искра» в Россию.
Роль Конкордии исполняет Жанна Болотова.

## Память
- Улица Самойловой есть в Мурманске, Санкт-Петербурге и Смоленске.
- В 1922 году Гардинно-кружевная компания в Санкт-Петербурге получила имя К. Н. Самойловой. Но в 1996 году предприятие изменило название и стало называться просто: открытым акционерным обществом «Гардинно-кружевная компания»[7].
- В 1957 году на улице Самойловой в Ленинграде была установлена мемориальная доска в её честь.
- В Архангельске есть родильный дом, носящий имя К. Н. Самойловой[8].
- В Санкт-Петербурге есть Кондитерская фабрика имени Самойловой, входящая в состав холдинга «Объединенные кондитеры»[9] и выпускающая продукцию под брендом Самойловские сладости[10].
- В Астраханской области есть поселок Самойловский рыбозавод.
- В Саратовском районе Саратовской области в посёлке Красный Текстильщик существовала ткацко-прядильная фабрика «Саратовская мануфактура», которая с 1920 года носила имя К. Н. Самойловой.
- Детский сад № 17 Витебска носит имя К. Самойловой.

## Сочинения
- Что дала рабочим и крестьянам Великая Октябрьская революция. — Пг., 1918.